# Rolf Hoppe
Rolf Hoppe  (n. 6 decembrie 1930, Ellrich, Turingia, Germania – d. 14 noiembrie 2018, Dresda, Germania) a fost un actor, german de film și teatru. 
A jucat în mai mult de 400 de filme, fiind cel mai bine cunoscut publicului în rolurile sale de om rău în filmele cu indieni DEFA și ca rege în filmul de basm Trei alune pentru Cenușăreasa (1973). A acaparat atenția internațională ca „prim-ministru” în drama cinematografică Mephisto (1981).

## Biografie
Hoppe s-a născut ca unicul fiu al unui maestru brutar în Ellrich, Turingia, Germania. După ucenicia sa de brutar, l-a înlocuit în timpul războiului pe tatăl său la conducerea brutăriei.
După terminarea războiului Hoppe s-a mutat la Erfurt, unde a început pregătirea ca actor la Staatliches Konservatorium din 1949 până în 1951, timp în care s-a întreținut lucrând ca îngrijitor de animale la Circul Aeros. Mai târziu a jucat la Thalia Theatre din Halle (Saale) și la Theater der Jungen Welt din Leipzig.
În 1961, a jucat la Staatsschauspiel Dresden, iar între 1970 și 1975 la Deutsches Theater Berlin. În anii 1980 a jucat rolul „Mamon” în piesa Jedermann la Festivalul de la Salzburg, precum și în Elveția, Italia și China.
În filmele DEFA din Germania de Est, Hoppe a jucat adesea roluri de ticăloși, cel mai des în filme Eastern. 
Hoppe a devenit cunoscut pe plan internațional în 1981 pentru interpretarea prim-ministrului nazist al Prusiei, Hermann Göring, în lungmetrajul Mefisto de István Szabó, bazat pe romanul lui Klaus Mann, film care a primit în 1982 Premiul Oscar pentru cel mai bun film străin. Datorită acestui rol, a fost distribuit în lungmetrajul lui Peter Schamoni Simfonia primăverii (1983), unde a interpretat muzicianul și pedagogul de muzică Friedrich Wieck, tatăl lui Clara Schumann. În 1989 a jucat împreună cu Götz George și Otto Sander rolul unui criminal în filmul Der Bruch.
Pe lângă numeroase apariții în filme de lung metraj și producții de televiziune, Hoppe a lucrat și ca artist vocal în piese de radio pentru copii și cărți audio, cum ar fi versiunea germană a lui Alice în Țara Minunilor, unde a oferit vocea Iepurelui alb.

## Viața privată
Hoppe a fost căsătorit și a locuit în ultima parte a vieții în Dresda-Weißig. Fiicele sale Christine Hoppe și Josephine Hoppe sunt de asemenea actrițe. Nepotul său Oscar Hoppe s-a angajat și el în această carieră.

## Filmografie selectivă
- 1963 Jetzt und in der Stunde meines Todes
- 1965 Solange Leben in mir ist
- 1967 Minunile d-nei Venus (Frau Venus und ihr Teufel), regia Ralf Kirsten
- 1968: Die Nacht im Grenzwald
- 1968: Hauptmann Florian von der Mühle
- 1968: Pe urmele șoimului (Spur des Falken), regia Gottfried Kolditz
- 1969: Lupii albi (Weiße Wölfe), regia Konrad Petzold
- 1969: Jungfer, Sie gefällt mir
- 1970: Jeder stirbt für sich allein (film TV, 3 părți)
- 1971: Goya – oder der arge Weg der Erkenntnis
- 1972: Die gestohlene Schlacht
- 1973: Apașii (Apachen), regia Gottfried Kolditz
- 1973: Pantalonii cavalerului von Bredow (Die Hosen des Ritters von Bredow), regia Konrad Petzold
- 1973: Trei alune pentru Cenușăreasa (Drei Haselnüsse für Aschenbrödel), regia Václav Vorlíček
- 1973: Susanne und der Zauberring
- 1974: Orpheus in der Unterwelt
- 1974: Für die Liebe noch zu mager?
- 1974: Hans Röckle și diavolul (Hans Röckle und der Teufel), regia Hans Kratzert
- 1974: Kit în Alaska (Kit & Co), regia Konrad Petzold
- 1974: Cum se hrănește un măgar (Wie füttert man einen Esel), regia Roland Oehme
- 1974: Ulzana, căpetenia apașilor (Ulzana), regia Gottfried Kolditz
- 1974: Johannes Kepler
- 1976: Beethoven - File de viață (Beethoven – Tage aus einem Leben), regia Horst Seemann
- 1976: Unser stiller Mann
- 1976: Lumină pe spânzurătoare (Das Licht auf dem Galgen), regia Helmut Nitzschke, cu Amza Pellea
- 1977: Drum fără întoarcere (Die Flucht), regia Roland Gräf
- 1981: Mefisto (Mephisto), regia István Szabó
- 1982: Die Gerechten von Kummerow
- 1983: Simfonia primăverii (Frühlingssinfonie), regia Peter Schamoni
- 1984: Doctorițele (Ärztinnen), regia Horst Seemann
- 1986: Das Haus am Fluß
- 1986: Magnat
- 1986: Johann Strauss - regele neîncoronat al valsului (Der König ohne Krone), regia Franz Antel
- 1987: Liane
- 1988: Der Bruch, regia Frank Beyer
- 1988: Melanios letzte Liebe
- 1990: Ende der Unschuld
- 1992: Schtonk!
- 1997: Der Hauptmann von Köpenick
- 1997: Idolii anilor fierbinți (Comedian Harmonists), regia Joseph Vilsmaier
- 1998: Palmetto (Palmetto – Dumme sterben nicht aus), regia Volker Schlöndorff
- 1999: Hans im Glück
- 2016: Die Blumen von gestern
- 2017: Spreewaldkrimi – Zwischen Tod und Leben

## Merite și onoruri
Hoppe a câștigat mai multe premii pe parcursul carierei sale, inclusiv Premiul festivalului de filme de basm pentru întreaga muncă din viața sa în Annaberg-Buchholz și Ordinul Dresdner Opernballului al Semperoperei din Dresda.